# Staroje Jermakowo
Staroje Jermakowo (ros. Старое Ермаково) – wieś (sieło) w Rosji, w obwodzie samarskim, w rejonie kamyszlińskim. W 2021 liczyła 1414 mieszkańców, głównie Tatarów.